# Hypoleria oncidia
Hypoleria oncidia är en fjärilsart som beskrevs av Bates 1862. Hypoleria oncidia ingår i släktet Hypoleria och familjen praktfjärilar. Inga underarter finns listade i Catalogue of Life.